# Ferenc Csik
Ferenc Csik (n. 12 decembrie 1913, Kaposvár, Austro-Ungaria – d. 29 martie 1945, Sopron, Comitatul Sopron, Ungaria) a fost un înotător maghiar, medaliat olimpic. A participat la o ediție a Jocurilor Olimpice (1936) în care a câștigat o medalie de aur și o medalie de bronz.